# 余楠秋
余楠秋（1897年—1968年），字箕传，男，湖南长沙人，中国外国文学专家、翻译家，曾任复旦大学教授。